# Хирншродт, Хорст
Хо́рст Хирншро́дт (нем. Horst Hirnschrodt; 5 декабря 1940, Вена — 24 мая 2018) — австрийский футболист, игравший на позиции защитника.

## Биография

### Клубная карьера
Хирншродт в течение восьми сезонов играл за венскую «Аустрию», сыграв во всех турнирах за «фиалок» 168 матчей и забил 22 гола. В составе «Аустрии» Хирншродт выиграл три чемпионских титула и 4 Кубка Австрии, став одним из ключевых игроков в этой команде.
В 1967 году вместе с Карлом Кодатом был продан в «Зальцбург», в котором играл в течение восьми сезонов. В этом же клубе в 1975 году он завершил карьеру в возрасте 34 лет.

### Карьера в сборной
В составе сборной Австрии сыграл 19 матчей и забил 1 гол.

### Смерть
Скончался 24 мая 2018 года в возрасте 77 лет.

## Достижения
«Аустрия» (Вена)
- Чемпион Австрии (3): 1960/61, 1961/62, 1962/63
- Обладатель Кубка Австрии (4): 1959/60, 1961/62, 1962/63, 1966/67